# Middlesbrough Ironopolis F.C.
Middlesbrough Ironopolis Football Club var en engelsk fodboldklub, der kortvarigt spillede i The Football League i  1890'erne. Selvom klubben kun eksisterede i fem år, nåede den at vinde tre Northern League-titler, to pokalturneringer og nå kvartfinalerne i FA Cup'en.
Klubben blev dannet i 1889 af nogle medlemmer af Middlesbrough F.C., som på daværende tidspunkt var en amatørklub. Klubbens stiftere ønskede en professionel fodboldklub i byen og oprettede derfor klubben Ironopolis Football Club. Den tog navnet "Ironopolis" for at adskille sig fra byens anden fodboldklub og som en henvisning til periodens industrielle boom. Den 14. december 1889 spillede klubben sin første kamp nogensinde, da man på hjemmebane spillede 1-1 med Gainsborough Trinity.
Ironopolis spillede i Northern League fra 1890 til 1893 og vandt ligatitlen alle tre sæsoner. I sæsonen 1892-93 opnåede klubben sit bedste resultat i FA Cup'en, da den nåede kvartfinalerne, inden den blev slået ud af Preston North End efter omkamp, efter at den første kamp var endt uafgjort.
Klubben blev optaget i The Football League til sæsonen 1893-94, hvor den erstattede Accrington FC, og skiftede i den forbindelse navn til Middlesbrough Ironopolis. Dermed kom den til at spille mod de senere storklubber Liverpool, Newcastle United og Woolwich Arsenal. Holdet sluttede som nr. 11 ud af 15 klubber, og opnåede bl.a. at vinde 3-0 over Small Heath (nu Birmingham City) og 2-0 over Ardwick (nu Manchester City).
Middlesbrough Ironopolis mistede efter sæsonen sit stadion, Paradise Ground, som var nabo til Ayresome Park. Klubbens finansielle situation var dårlig, eftersom entreindtægterne ikke dækkede udgifterne til spillerlønninger. Klubbens finanser blev yderligere forværret af, at mange af udekampene medførte forholdsvis lange (og dyre) rejser til Lancashire og Midlands. I februar 1894 blev alle de professionelle spillere underrettet om, at man planlagde at nedlægge holdet, som derfor spillede sin sidste kamp den 30. april 1894 mod South Bank. Kampen endte uafgjort, 1–1. Ironopolis trak sig den følgende måned fra The Football League, og klubben lukkede.
Spilleren med flest Football League-kampe for Middlesbrough Ironopolis var Thomas Hunter med 27 kampe, og han var også delt topscorer for klubben i The Football League sammen med Walter Adams, da de begge scorede seks mål.

## Spilledragter
Klubben anvendte i sin korte levetid tre forskellige spilledragter. De tre første sæsoner var spilledragten mørkerød og mørkegrøn, men den blev i 1892 udskiftet med en blå dragt med hvid skråbjælke. Efter optagelsen i The Football League i 1893 skiftede den igen til dens mest kendte dragt, lodrette røde og hvide striber.
| 1889–92 | 1892–93 | 1893–94 |

## Bedste resultater

### Titler
- Northern League
  - Vinder (3): 1890-91, 1891-92, 1892-93
- Cleveland Charity Cup
  - Vinder (2): 1889-90, 1892-93

### Øvrige resultater
- FA Cup
  - Kvartfinalist: 1892-93